# هاتون سیسیوا
هاتون سیسیوا (به اسپانیایی: Hatun Sisiwa) یک کوه در پرو است که در Peru, Arequipa Region واقع شده‌است. هاتون سیسیوا ۵٬۰۰۳ متر بالاتر از سطح دریا واقع شده‌است.